# Greifenstein (Hessen)
Greifenstein is een plaats en gemeente in de Duitse deelstaat Hessen, gelegen in de Lahn-Dill-Kreis. De gemeente telt 6.524 inwoners. Greifenstein bestaat uit 10 dorpen. De gemeente omvat 67,43 km² aan de oostelijke slopen van de Westerwald. De gemeente ontleent haar naam aan de burcht Greifenstein, die het dorp met dezelfde naam domineert. De gemeenteraad zetelt overigens in het dorp Beilstein.

## Plaatsen in de gemeente Greifenstein
- Allendorf
- Arborn
- Beilstein
- Greifenstein
- Holzhausen
- Nenderoth
- Odersberg
- Rodenberg
- Rodenroth
- Ulm

Aßlar · Bischoffen · Braunfels · Breitscheid · Dietzhölztal · Dillenburg · Driedorf · Ehringshausen · Eschenburg · Greifenstein · Haiger · Herborn · Hohenahr · Hüttenberg · Lahnau · Leun · Mittenaar · Schöffengrund · Siegbach · Sinn · Solms · Waldsolms · Wetzlar